# Taenioides kentalleni
Taenioides kentalleni är en fiskart som beskrevs av Murdy och Randall 2002. Taenioides kentalleni ingår i släktet Taenioides och familjen smörbultsfiskar. Inga underarter finns listade i Catalogue of Life.